# Adapiformes
Sous-ordre
Les Adapiformes sont un sous-ordre aujourd'hui disparu de primates primitifs. Les Adapiformes ont rayonné dans une grande partie de la masse continentale de l’hémisphère Nord, atteignant le Sud de l'Afrique et l'Asie tropicale. Les Adapiformes ont vécu de l'Éocène au Miocène. La plupart d'entre eux ressemblaient aux actuels lémuriens.
Ils ne sont connus que par leurs fossiles et il est difficile de savoir s'ils formaient un groupe monophylétique ou paraphylétique. Si l'on suppose qu'ils forment un clade, ils sont généralement regroupés sous les Strepsirrhini, ce qui en ferait les ancêtres des lémuriens, mais pas des Haplorrhini qui comprend les simiens et les tarsiers.
Franzen et al. (2009) place le genre Darwinius nouvellement décrit dans le groupe « des Adapoidea, groupe des premiers primates au début de la diversification des Haplorhini » de sorte que, selon ces auteurs, le adapiformes ne seraient pas dans la lignée des Strepsirrhini comme admis jusqu'à présent, mais considéré comme un « chaînon manquant » entre Strepsirrhini et Haplorrhini. Toutefois, l'analyse subséquente sur les fossiles de Darwinius par Erik Seiffert et al rejette cette hypothèse de « chaînon manquant », le classant dans les Strepsirrhini.
Selon Jean-Jacques Jaeger, les Adapiformes sont des « Strepsirhiniens qui n'ont pas de peigne dentaire ». La présence d'un tel peigne dentaire (proclivité des incisives et, parfois, des canines inférieures) est en effet l'une des apomorphies principales des Strepsirhiniens.
Il existe trois sous-groupes d'Adapiformes : les adapidés (principalement européens et quelques formes africaines), les notharctidés (principalement nord-américains), et les sivaladapidés (principalement asiatiques).
Ces trois groupes sont apparus à l'occasion du PETM (Maximum thermique du passage Paléocène-Eocène) il y a environ 55 Ma, et ont toutes disparu à la transition Éocène-Oligocène, à 33 Ma, à l'exception de quelques sivaladapidés qui ont survécu jusqu'au Miocène, il y a environ 7-8 Ma.

## Classification
Mammalia (classification phylogénétique)
```
└─o 
Primates

  ├─o 
Strepsirrhini

  │ ├─o Adapiformes (éteint)
  │ └─o
  │   ├─o 
Lorisiformes

  │   └─o 
Lemuriformes

  └─o 
Haplorrhini

    ├─o 
Tarsiiformes

    └─o 
Anthropoidea
 ou 
Simiiformes

      ├─o 
Platyrrhini

      └─o 
Catarrhini

        ├─o 
Cercopithecidae

        └─o 
Hominoidea
```

- Famille Notharctidae
  - Sous-famille Cercamoniinae
    - Genre Anchomomys
    - Genre Buxella
    - Genre Darwinius
    - Genre Donrussellia
    - Genre Europolemur
    - Genre Mahgarita
    - Genre Panobius
    - Genre Periconodon
    - Genre Pronycticebus

  - Sous-famille Notharctinae
    - Genre Cantius
    - Genre Copelemur
    - Genre Hesperolemur
    - Genre Notharctus
    - Genre Pelycodus
    - Genre Smilodectes
- Famille Sivaladapidae
  - Genre Kyitchaungia
  - Genre Paukkaungia
  - Genre Siamoadapis
  - Genre Sivaladapis
- Famille Adapidae
  - Genre Adapis
  - Genre Adapoides
  - Genre Afradapis
  - Genre Leptadapis
  - Genre Godinotia
- Famille Incertae sedis
  - Genre Omanodon
  - Genre Muangthanhinius
  - Genre Lushius Chow, 1961
  - Genre Panobius
  - Genre Djebelemur
  - Genre Omanodon
  - Genre Shizarodon